# Yves Namur
 (novembre 2020).
Si vous disposez d'ouvrages ou d'articles de référence ou si vous connaissez des sites web de qualité traitant du thème abordé ici, merci de compléter l'article en donnant les références utiles à sa vérifiabilité et en les liant à la section « Notes et références ».
 (décembre 2012).
Yves Namur, né le 13 juillet 1952 à Namur, est un médecin et poète belge de langue française.

## Biographie
Après une formation en médecine, il exerce sa profession à Châtelineau, en Belgique et publie, en parallèle, de la poésie.
L'Académie royale de langue et de littérature française de Belgique lui décerne dès 1974 son premier prix Lockem, réservé aux poètes de moins de 25 ans.
Il anime les éditions du Taillis Pré depuis 1984[réf. nécessaire].
Le Livre des sept portes lui vaut, en 1992, le prix Jean-Malrieu[réf. nécessaire]. Il rencontre à Marseille le poète Roberto Juarroz, lauréat étranger de la même distinction. Ce sera le point de départ d'une amitié littéraire[réf. nécessaire].
Il obtient en 2000 les prix Robert-Goffin et Louise-Labé pour Figures du très obscur. Il est primé pour cette même œuvre par les lecteurs aux Journées Antonin-Artaud à Rodez[réf. nécessaire].
Il réalise en 2000, en collaboration avec Liliane Wouters, une anthologie intitulée Un siècle de femmes, qui rassemble la poésie féminine du XXe siècle en Belgique et au Luxembourg.
En 2012, il reçoit le prix Mallarmé pour La Tristesse du figuier.
Depuis 2001, il est membre de l'Académie royale de langue et de littérature française de Belgique, dont il est secrétaire perpétuel depuis le 1er janvier 2020.
Il est maître ès jeux de l'Académie des jeux floraux depuis 2022[réf. nécessaire].

## Œuvres
- Soleil à l'échafaud, poèmes, Virton, La Dryade, 1971.
- Sur le sable, le poignard, poèmes, 1972, hors commerce.
- Aux champs des écoliers, essai, Bruxelles, Pierre Rochette, 1973.
- Meule de pierre, poèmes, Liège, Atelier la Soif étanche, 1975.
- De mémoire inférieure, poèmes, Corbigny, Art et Poésie, 1975.
- Papier journal pour myope et saxophone, poèmes, Chaillé-sous-les-Ormeaux, Le Dé bleu, 1975.
- Lampes/Langue du borgne, poèmes, Liège, Atelier la Soif étanche, 1976.
- Des ossements, poèmes, avec une préface d'André Miguel, Liège, Atelier la Soif étanche, 1976.
- Saint-Aubin-de-Luigné, un village en Anjou, ses vins, ses vieilles demeures, essai, Tournai, Académie du goût et de l'esprit culinaire, 1986.
- L'Auberge à manger le temps, poèmes gourmands, Tournai, Académie du goût et de l'esprit culinaire, 1987, interventions graphiques de Yolande Damien.
- L'Amante, nouvelles, L'Impatiente, La Ferté-Milon, 1990.
- Fragments traversés en quelques nuits d'arbres et confuses, poèmes, La Souterraine (Creuse), La Main courante, 1990, intervention graphique de Rémy Pénard.
- Fourrures de fourmis, poèmes, La Ferté-Milon, L'Impatiente, 1990.
- Ce long bavardage, poèmes, Amay, L'Arbre à paroles, 1990.
- Le Voyage en amont de ( ) vide, poèmes, Amay, L'Arbre à paroles, 1990 (rééd. Mons, Talus d'approche, 1995).
- L'Oiseau et l'effacement du jour, poèmes, Valenciennes, Cahiers Froissart, 1990.
- Trente-trois poèmes pour une petite cuisine bleue, poèmes, La Ferté-Milon, L'Arbre, 1991.
- La Parole oubliée, poèmes, Paris, Le Charbon blanc, 1991.
- Lettres à une autre, poèmes, Paris, La Bruyère, 1991.
- De fines bandelettes ou le domaine de l'oiseleur, poèmes, Paris, Le Charbon blanc, 1991.
- Fragments de l'inachevée, poèmes, Bruxelles, Les Éperonniers, 1992.
- Le Livre des sept portes, poèmes, Paris, Lettres vives, 1994.
- Le regard est le nom de l'arbre ou le poème, poèmes, Paris, Les Moires, 1996.
- Poésie française de Belgique, une lecture des poètes nés après 1945, anthologie, choix et présentation d'Yves Namur, Marseille, Sud, 1996.
- Le Siècle des femmes, anthologie avec Liliane Wouters, Bruxelles/Luxembourg, Les Éperonniers (coll. Passé-Présent») / Phi, 2000.
- Le Livre des apparences, poèmes, Paris, Lettres Vives, 2001.
- La Petite Cuisine bleue, poèmes, Luxembourg/Québec, Phi/Écrits des Forges, 2002, des illustrations de Claire Lesbros.
- Demeures du silence, poèmes, en collaboration avec Jean Royer, Écrits des Forges/Phi, Québec/Esch-sur-Alzette, 2003.
- Cette part de l'encore voilé, poèmes, Laon, La Porte, 2003.
- Sept pas dans la lumière, poèmes, Bruxelles, Éditions Aesth, 2003.
- Les Ennuagements du cœur, poèmes, Paris, Éditions Lettres Vives, 2004.
- Dieu ou quelque chose comme ça, Lettres Vives, collection entre quatre yeux, Paris, 2008.
- La Tristesse du figuier, Lettres Vives, 2012.
- Les Oiseaux de décembre, Laboratoire du livre d'artiste, 2012, "compositions concrètes" par Serge Chamchinov.
- Un poème avant les commencements, coédition Le Taillis Pré/Le Noroît, Châtelineau/Montréal, 2013.
- Ce que j’ai peut-être fait, Lettres Vives, Paris, 2013.
- Les Lèvres et la Soif, élégies, Éditions Lettres Vives, 2016.
- Avec Jacques Ancet, La pluie, Méridianes, collection « Duo », 2019.
- Dis-moi quelque chose, Éditions Arfuyen, 2021  (ISBN 978-2-845-90310-4).

### Livres d'artistes
- À l'entre-deux, poèmes, Awan-Aywaille, Fond de la Ville, 1977, gravures de Christian Bizeul.
- Le Toucher, le poème, poèmes, La Souterraine (Creuse), La Main courante, 1984, dessin de Gilbert Laloux.
- Le Voyage, l'obscène, poèmes, Amay, L'Arbre à paroles, 1984, sept dessins de Cécile Miguel.
- Une parole dans les failles, poèmes, Luxembourg, Phi, 1997, dix dessins de Jean-Yves Bocher.
- Sept figures d'une répétition, poèmes, édition bibliophile, Aux dépens de l'artiste, Colfontaine, 1998, huit interventions graphiques de Nadine Fiévet.
- Figures du très obscur, poèmes, Luxembourg/Québec, Phi/Écrits des Forges, 2000, sept encres de Gabriel Belgeonne.
- À l'épreuve de la lumière, poèmes, édition bibliophile, Paris, La Séranne, 2000, sept peintures originales de Jean-Luc Herman.
- L'Immobilité verte, poèmes, édition bibliophile, Paris, Le Zéphyr, 2002, dix sérigraphies de Jean-Luc Herman.
- Le Regard de l'éclaircie, poèmes, édition bibliophile, Paris, Vice-Versa, 2002, peintures de Jean-Pierre Thomas.
- Sept poèmes de l'encore voilé, poèmes calligraphiés par Brigitte Chardome, édition bibliophile, Court-Saint-Étienne, 2002.
- Les Ennuagements du cœur, sept poèmes calligraphiés par Brigitte Chardome, édition bibliophile, Court-Saint-Etienne, 2003.
- Aujourd'hui, ne parlant qu'au seul vert, poème, éditions bibliophile, Paris, Éditions Transignum, 2005, cinq interventions de Bénédicte Plaige.
- Les Ennuagements du cœur, sept poèmes, édition bibliophile, Paris, 2005, sept sérigraphies originales de Jean-Luc Herman.
- Un manteau de pluie, poèmes, édition bibliophile, Paris, 2006, calligraphies et interventions plastiques de Brigitte Chardome.
- Quinze traces à peine visibles, dessins de Serge Chamchinov, collection « Sphinx Blanc », éditions Laboratoire du livre d’artiste, Granville, 2014.
- Une montagne de feuilles, gravures de Robert Lobet, édition de la Margeride, Nîmes, 2014.
- Les feuilles le savent bien, poèmes, peinture de Robert Lobet, éditions de la Margeride, mai 2015.
- Un papillon sur la langue de Marcel Proust, compositions polygonales et dessins de Serge Chamchinov, Collection « Fête des fous », édition Laboratoire du livre d’artiste, Granville, 2015.
- Ce que disent peut-être les mains, poèmes trilingues, français, roumain (traduction de Maria Linda Baros) et italien (traduction de David Napoli), huit dessins de Wanda Mihuleac. Sept exemplaires en coffret, avec CD réalisé par Nova-Musica (voix d’Yves Namur et musique électro-acoustique de Barbara Bicanic Perincic), éditions Transignum, Paris, 2015.
- Paroles gelées, douze créations typographiques et une peinture de Robert Lobet, éditions de la Margeride, Nîmes, 2015.
- Le Miroir aux alouettes, collages et dessins de Francis Joiris, Collection « Ce toit tranquille », Le Livre pauvre, Tours, 2015.
- À la rose brûlée, poème, peinture de Thomas Quoidbach, livre pauvre collection « L’ignorant », 4 exemplaires numérotés et signés, Liège et Châtelineau, 2016
- Quiproquo, poème, peinture de Béatrice Libert, livre pauvre, collection « La modification », 4 exemplaires numérotés et signés, Châtelineau, été 2016
- 7 ou la face cachée du dé, poèmes, créations plastiques et graphiques de Serge Chamchinov, 80 pages, 7 variantes uniques numérotées et signées, collection Bauhaus-21, Granville, 2016
- L'Instant, L'instant même, éditions de la Margeride, peinture de Robert Lobet, livre d’artiste tiré à 4 exemplaires, signés et numérotés, avril 2017.
- Au large tes yeux, livre pauvre sur carton, peinture et collage de Francis Joiris, 4 exemplaires     numérotés et signés, poème manuscrit par l’auteur, janvier 2018.
- L’inattendue, livre d’artiste, peinture de Maria Desmée, poème manuscrit par l’auteur, 11     exemplaires numérotés et signés, janvier 2018
- L’étoile du pardon, livre pauvre, collection Les Immémoriaux, peinture de Giraud-Cauchy, poème     manuscrit par l’auteur en 4 exemplaires numérotés et signés, janvier 2018
- Voir voir, livre pauvre, peinture de Dominique Lardeux, série « Air de solitude », poème manuscrit par l’auteur, 4 exemplaires numérotés et signés ; 2018
- Une trace scintille dans le vide, sept poèmes d’Yves Namur, accompagnés de cinq gravures originales réalisées dans l’atelier de Jean-Marc Brunet, sur presse taille douce ; 44 pages ; poèmes composés en Garamond, corps 14 sur papier Fabriano 220 g ; page de couverture 290g ; traduction en néerlandais Jan h. Mysjkin ; traduction en roumain Doina Ioanid ; 15 exemplaires, 4 EA numérotés et signés par les auteurs, Transignum, Paris, février 2019.
- Les temps volés, livre pauvre, peinture de Chantal Giraud Cauchy, série « l’œil écoute », poème manuscrit par l’auteur, 4 exemplaires numérotés et signés ; janvier 2019
- Nuage, livre pauvre, peinture de Chantal Giraud Cauchy, série « Grand hôtel des valises », poème manuscrit par l’auteur, 4 exemplaires numérotés et signés ; janvier 2019
- Un livre d’oiseaux, peintures de Robert Lobet, éditions de la Margeride, Saint-Gervasy, avril 2019. Cette édition comporte quarante-cinq exemplaires sur Olin 220 gr., tous numérotés et signés par les auteurs.  (ISBN 978-2-918610-58-8) ; 7 poèmes ; 28 pages
- Feu !, peintures de Dominique Neuforge, livre pauvre, 4 exemplaires numérotés et signés, 2019
- Silence invisible, œuvre d’art créée par Serge Chamchinov, 7 variantes uniques ; dessins, typographie analytique, construction et reliure par l’artiste. Poèmes écrit par Yves Namur, le 28 mars 2020, sous le titre Une belle journée. Collection Non-édition. Monaco du Nord, 2020

### Poésie en collection jeunesse
- La Valise à rêver, images de Claudine Goux, Couleur Livres, collection Carré d’as, carnet d’activités par Béatrice Libert, 40 pages, Mons, 2016.

### Anthologies
- La Poésie française de Belgique / Une lecture parmi d'autres, anthologie coordonnée par Yves Namur, février 2015 ; 380 pages ; 89 poètes ;  (ISBN 978-2-37226-026-8) ; formats disponibles : epub, mobi, pdf
- Les Poètes du Taillis Pré, une anthologie partisane, Le Taillis Pré, Châtelineau, 2014.
- Michel Lambiotte, 90 poèmes, choix et présentation d’Yves Namur, Le Taillis Pré, Châtelineau, 2011
- La Nouvelle Poésie française de Belgique, Le Taillis Pré, Châtelineau, 2009
- Poètes aujourd'hui, un panorama de la poésie francophone de Belgique, avec Liliane Wouters, choix, préface des deux auteurs, Le Noroît/ Le Taillis Pré, Châtelineau, 2007
- François Muir : 99 poèmes, choisis et présentés par Yves Namur, Didier Devillez Éditeur, 2005
- Poésie française de Belgique, choix et présentation, in Estuaire, no 105, Outremont, Canada, mai 2001
- Le Siècle des femmes, Choix et préface, avec Liliane Wouters, Poésie francophone en Belgique et au Grand-Duché de Luxembourg au XXe siècle, Phi/ Les Eperonniers, 2000.
- André Miguel, Voix multiples, anthologie (1949-1999), poèmes choisis par Yves Namur, préface de Daniel Leuwers, Le Taillis Pré, Châtelineau, 2000.
- Poésie française de Belgique, une lecture des poètes nés après 1945, in Sud, hors-série, choix et présentation, Marseille, 1996
- Poésie francophone de Belgique, un choix de douze poètes, présentation page 24 à 27, in Klaxon 96, revue annuelle internationale, Poésie-Amitié-Provence éditeurs, 1996
- Lettres françaises de Belgique, dictionnaire des œuvres, Tome IV, 1981-1990, sous la direction de Raymond Trousson et Robert Frickx, Duculot, Bruxelles, 1992 : page 36 ; 248 ; 333 ; 357-358
- La Poésie francophone de Belgique, 1928-1962, Tome IV, Liliane Wouters et Alain Bosquet, Académie royale de langue et de Littérature françaises de Belgique, Bruxelles, 1992.

### Œuvres traduites
- Die Bewölkungen des Herzens, version allemande de Rüdiger Fischer, Verlag im Wald, Rimbach, 2007.
- Figuras do nuito obscuro, traduction du français par Fernando Eduardo Carita ; préface de Nuno Judice, Lisbonne, 2005.
- Cartea celor sapte porti/Le livre des sept portes, Libra, Bucarest, 2004, traduction de Valeriu Stanc
- A hét kapu könyve, (Le livre des sept portes) traduit par Janos Lackfi, Timar Gyorgy, 1998.
- Paroles du rien / Worte des nichts, version allemande de Rüdiger Fischer, Verlag im Wald, Rimbach, 1996
- Das Buch der Sieben Pforten/Le livre des sept portes, Verlag Jutta Legueil, Stuttgard, 1995, 115 pages
- Le Livre des sept portes, traduit en chinois par Caï Ruo Ming, éditions de l’Institut des sciences de Pékin, 1995, volume 6 « world littérature »

### Œuvres musicales composées sur des poèmes d’Yves Namur parLucien Guérinel
- Les Sept Portes, sur Le Livre des sept portes (Éditions Lettres Vives, 1994), pour chœur mixte; (2 × 4 voix) et ensemble instrumental (16 cordes et 2 percussions); Durée : environ 1 heure. Création à la cathédrale Saint-Sauveur d’Aix en Provence le 30 mai 1998 Polyphonies en Pays d’Aix et Ensemble Musicatreize, dir. Roland Hayrabedian
- Avec l’heure pure, sur Le Livre des apparences (Éditions Lettres Vives, 2001), pour chœur mixte, harpe et orchestre à cordes (20 cordes); Durée : 15 min 30 s ; Création dans 3 villes de l’Ain (Nantua, Belley, Montluel), Festival d’Ambronnay; Un chœur amateur, Orchestre des Pays de Savoie, direction Alain Goudard, octobre 2002.
- Un oiseau s’est posé sur tes lèvres (Éditions Estuaires 2007) pour récitant, soprano, et 5 instruments (hautbois, violon, harpe, 1 percussionniste, piano), texte intégral. Durée : 35 min environ. Création au Centre Wallonie-Bruxelles de Paris, le 11 juin 2013